# Artesano

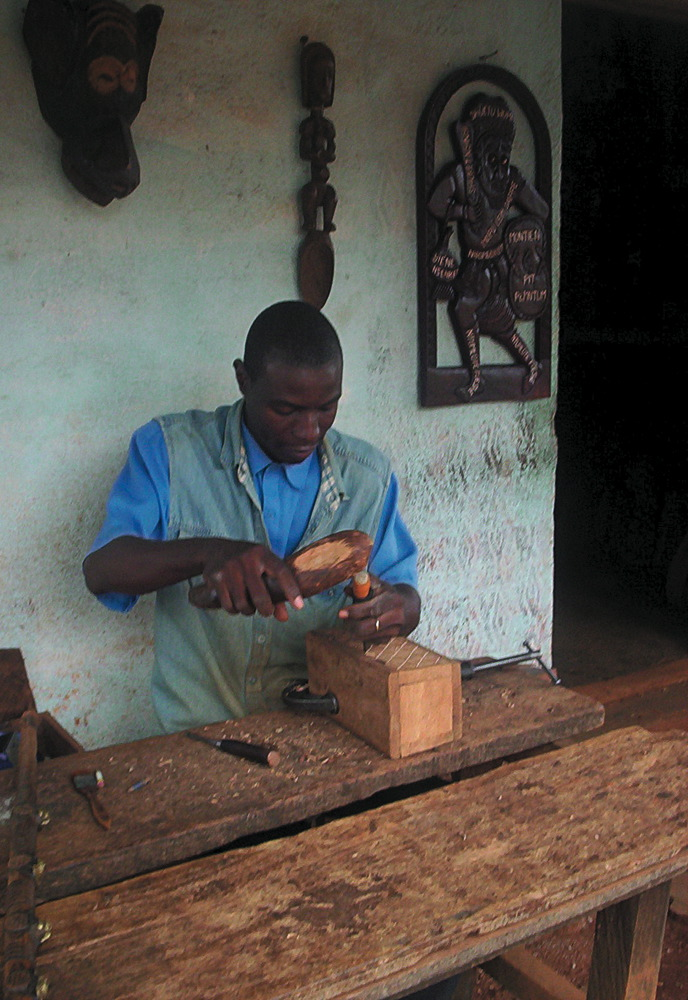
Artesano camerunés.

Un artesano es la persona que realiza objetos artesanales o artesanías. Los artesanos realizan su trabajo a mano o con distintos instrumentos propios de manualidades, por lo que hay que tener cierta destreza y habilidad para realizar su trabajo. Pueden trabajar solos o junto a otras personas que les pueden servir de ayudantes o aprendices.
Los objetos producidos suelen tener un valor estético y/o utilitario. El artesano puede vender, a título personal o a terceros sus creaciones, las cuales produce en el "taller", a pie de calle, en un puesto de artesanía o en el taller de un maestro artesano, cuando trabaja como empleado. 
Los artesanos y su trabajo suelen formar parte del folklore de su lugar de origen, utilizan materiales típicos de su zona para fabricar sus productos o se inspiraran en motivos tradicionalmente lugareños. Cada cual suele tener sus materiales preferentes, que en muchos casos imprimen un estilo especial a sus creaciones; entre los materiales que utilizan se incluyen: conchas marinas spondylus, algas, granos de arroz, cuarzo, maderas específicas, piedras, huesos, incluso fósiles u otros elementos que el propio artesano recoge y elige en playas o campos, etc.

## Origen etimológico
La palabra "artesano" viene del italiano artigiano (significando 'que ejerce un arte mecánico'), y este término viene del latín ars, artis. El latín nos dio arte en castellano, el que viene de la raíz indoeuropea ar (significando 'mover, ajustar, hacer actuar'). Es solo a partir de finales del siglo XV, durante el Renacimiento italiano, cuando por primera vez se hace la distinción entre el artesano y el artista, esta diferencia da lugar a la figura del artista.

## Galería de imágenes

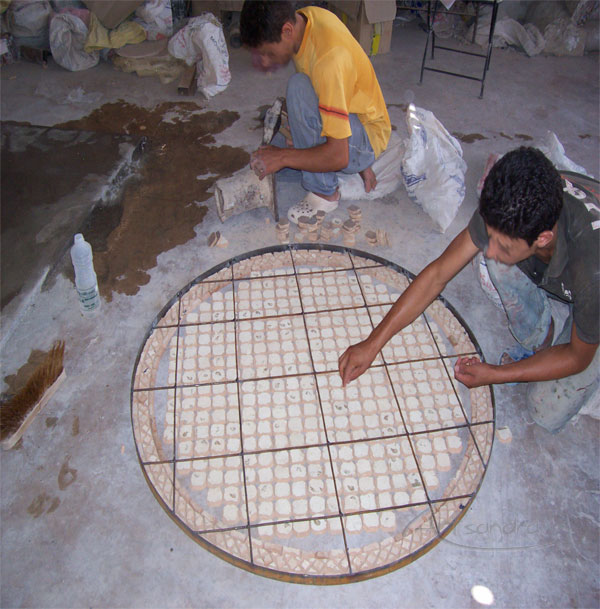
Artesanos trabajando en la elaboración de una mesa de mosaico.
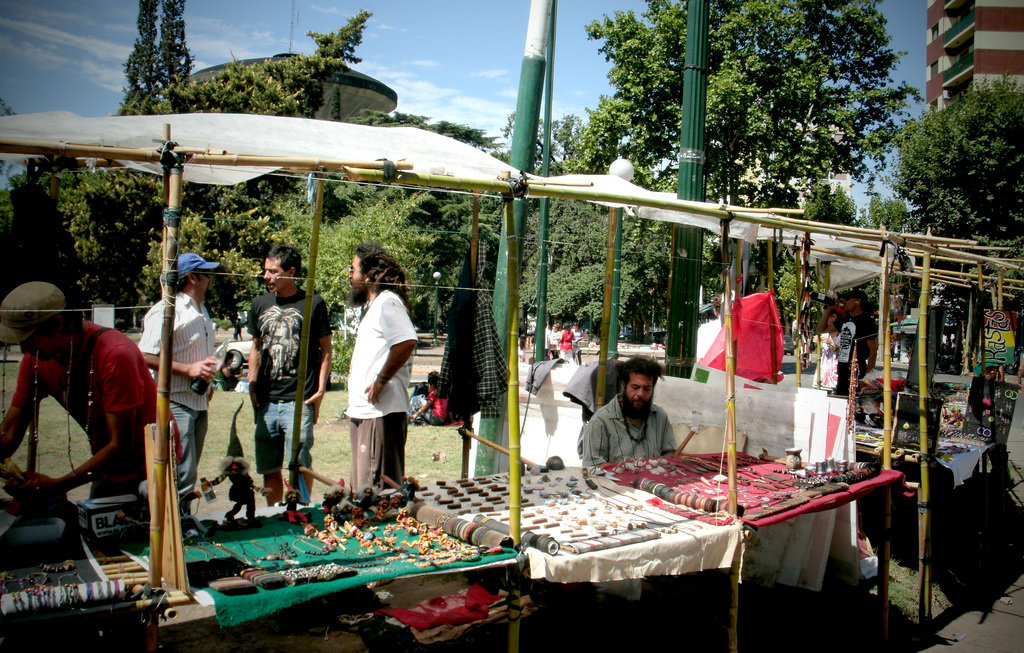
Feria de artesanos frente a la Plaza Santamarina, en el Partido de Esteban Echeverría, provincia de Buenos Aires, Argentina.
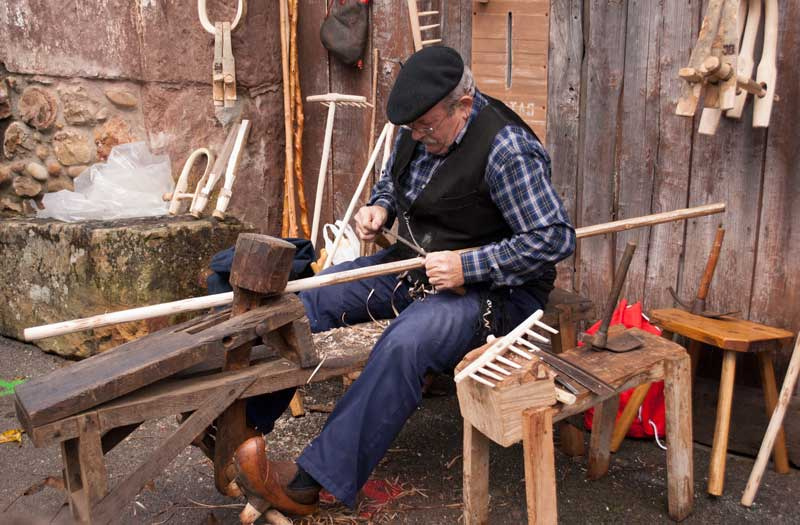
Artesano de la madera en Cantabria, España.
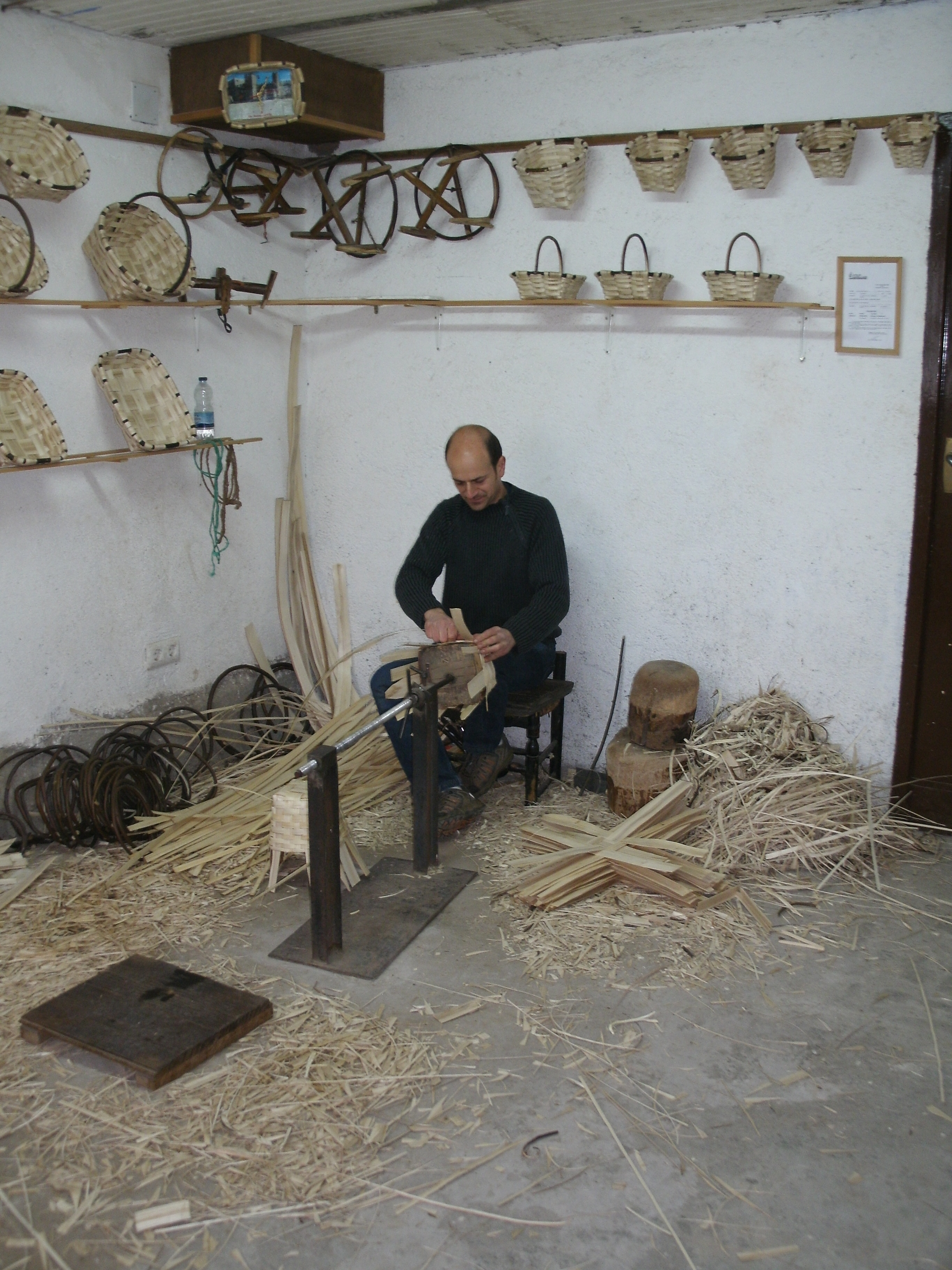
Artesano banastero en plena elaboración de cestería del castaño en Montemayor del Río, Córdoba, Argentina (1985).
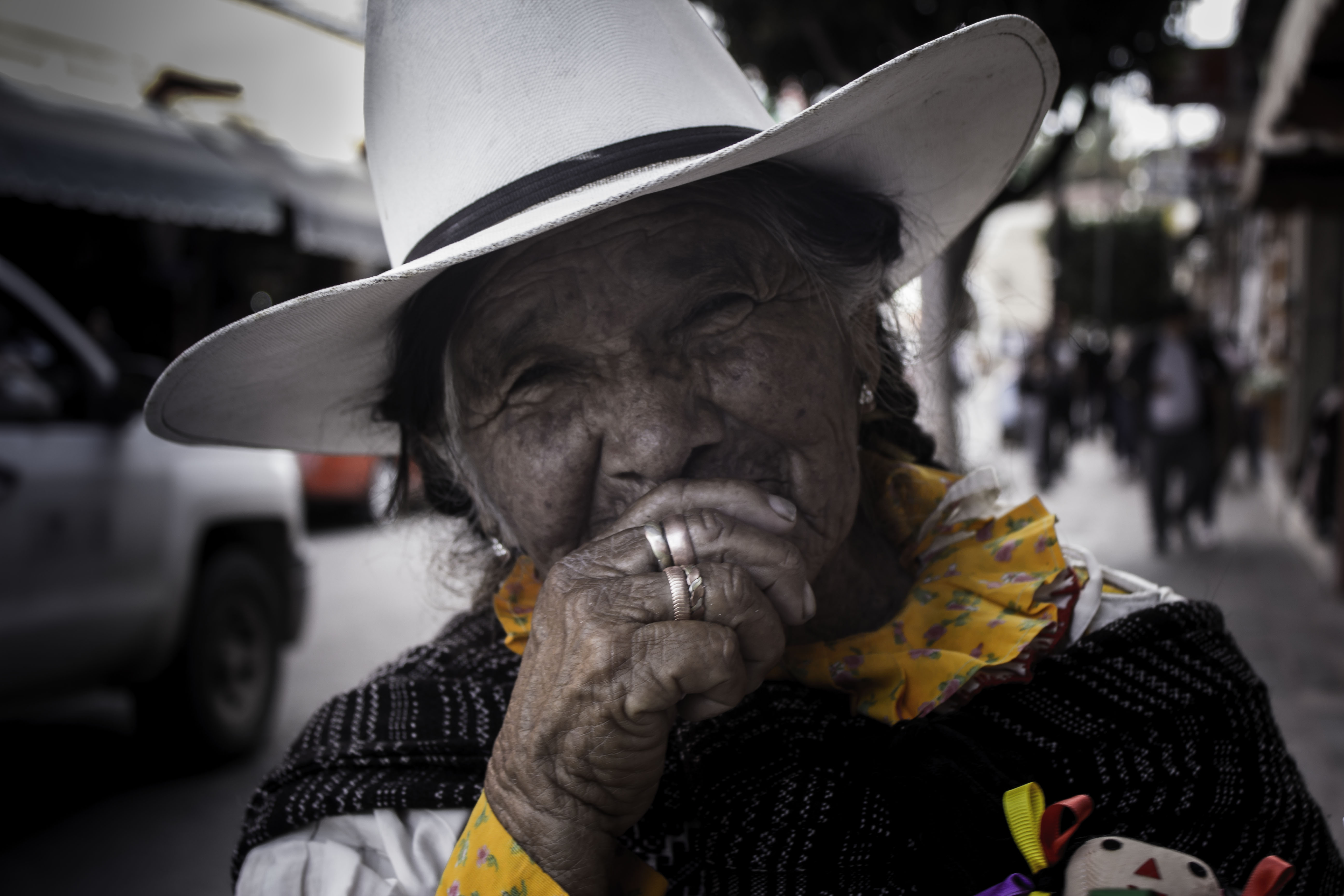
Vendedora de artesanías sobre las calles de Tequisquiapan, Querétaro